# Гайцгори, Денис Владимирович
Денис Владимирович Гайцгори (род. 31 октября 1973, Кишинёв) — израильский и американский математик, известный работами по геометрической программе Ленглендса. С именем учёного связаны гипотеза Френкеля — Гайцгори — Каждана — Вилонена и построение Бейлинсона — Дринфельда — Френкеля — Гайцгори.

## Биография
Родился в Кишинёве, в 1982 году семья переехала в Душанбе. Отец — математик Владимир Григорьевич Гайцгори, ныне — профессор Университета Южной Австралии. Мать — экономист Бронислава (Слава) Самойловна Гайцгори (урождённая Вертман, ?—1992).
Окончил Тель-Авивский университет (1990—1996), где учился вместе с Александром Браверманом. В 1998 году получил степень доктора философии по математике с диссертацией «Автоморфные пучки и ряды Эйзенштейна» там же под руководством Иосифа Бернштейна. С 1997 года стажировался в Гарвардском университете, в 2000—2004 годах был исследователем-стипендиатом Института Клэя.
С 2001 года — доцент отделения математики Чикагского университета, с 2005 года — профессор Гарвардского университета. С 2021 года профессор, с июля того же года — директор Математического института Макса Планка в Бонне.
Награждён Премией Европейского математического общества (2000), премией Шевалле по теории Ли Американского математического общества (2018), Премией за прорыв в математике (2025). «Именной профессор Израиля Гельфанда» в Институте высших научных исследований (Бюр-сюр-Иветт). Член Национальной академии наук США (2020).

## Избранная библиография
- Dennis Gaitsgory, Nick Rozenblyum. A Study in Derived Algebraic Geometry: Volume I: Correspondences and Duality. American Mathematical Society, 2017. — 533 pp.[12]
- Dennis Gaitsgory, Nick Rozenblyum. A Study in Derived Algebraic Geometry: Volume II: Deformations, Lie Theory and Formal Geometry. American Mathematical Society, 2017. — 436 pp.
- Dennis Gaitsgory, Jacob Lurie. Weil’s Conjecture for Function Fields: Volume I. Annals of Mathematics Studies 199. Princeton, NJ: Princeton University Press, 2019. — 320 pp.